# Dibang (Kamerun)
Dibang ist eine Gemeinde im Département Nyong-et-Kéllé in der Region Centre in Kamerun.

## Geografie
Dibang liegt im Westen Kameruns, etwa 60 Kilometer westlich der Hauptstadt Yaoundé.

## Geschichte
Die Gemeinde Dibang wurde 1978 gegründet.

## Verkehr
Dibang liegt am Ende einer Waldpiste, die von der Provenzialstraße P10 abzweigt.